# Музей поляків, що рятували євреїв під час Другої світової війни, імені родини Ульмів у Марковій
Музей поляків, що рятували євреїв під час II світової війни, імені родини Ульмів у Марковій — музей у Марковій, Підкарпатське воєводство. Відкритий 17 березня 2016 року.
30 червня 2017 року на підставі угоди від 23 червня 2017 року, укладеної між Підкарпатським воєводством та Міністром культури і національної спадщини, Музей був відокремлений як самостійна установа, яку очолювали обидві сторони договору. Музей отримав власну правосуб'єктність та був внесений до Реєстру закладів культури (номер РЗК 103/2017).

## Опис
Рішення про будівництво музею було прийнято сеймиком Підкарпатського воєводства у червні 2008 року. На площі 500 м² планувалося відтворити будинок родини Ульмів, створити виставковий, лекційний та дослідницький зали. Орієнтовна вартість будівництва становила приблизно 6,5 мільйонів злотих. Він будувався з 2013 року Музеєм — Ланьцутський замок. Музей було відкрито 17 березня 2016 року.
Музей вшановує пам'ять поляків, які, ризикуючи своїм життям, рятували життя євреїв, приречених на знищення. Його назвали на честь родини Ульмів (Юзеф Ульма, його дружина Вікторія та їхні шестеро дітей були вбиті німецькими жандармами 24 березня 1944, разом з вісьмома євреями, яких вони переховували). Іншим полякам у Маковій вдалося врятувати 21 єврея.
Від дня відкриття до вересня 2018 р. заклад відвідало понад 100 000 людей.

## Будинок та територія
Наміром творців було приховати в напівскленому вигляді фасаду таємницю, яку відвідувач відкриє лише під час екскурсії. Конструкція будівлі врізається в площу. Передній фасад музею є універсальним символом будинку, що нагадує відвідувачам історію довоєнної Маркової. Він відноситься як до часів Шоа, так і вказує на незмінну форму та тривалість, незважаючи на труднощі та історію. Сама виставка займає лише близько 120 м².
На стіні перед музеєм встановлені таблички з прізвищами поляків, які рятували євреїв, на площі знаходяться освітлені таблички з іменами та прізвищами тих, хто загинув, рятуючи життя євреїв. Через обмежений простір згадано лише тих, хто діяв на території сучасного Підкарпатського воєводства.
Поруч з музеєм було побудовано Меморіальний сад, що є посиланням на загальнопольський характер музею — у ньому розміщено освітлені таблички з назвами польських населених пунктів, у яких Польські Праведники народів світу рятували єврейське населення. На цей час, згідно збірки, підготовленої Музеєм, таких населених пунктів налічується приблизно 1500. Саду додали місцевого акценту — у його центрі стоїть пам'ятник Родини Ульмів 2004 року, переданий з музею просто неба в Марковій. Урочисте відкриття Саду відбулося 19 жовтня 2018 року. Ця церемонія стала фінальним елементом III З'їзду поляків, що рятували євреїв, у ній взяли участь Польські Праведники народів світу та їхні нащадки.

## Діяльність
З моменту свого створення музей бере участь у циклічних загальнопольських (наприклад, Ніч музеїв) та регіональних (наприклад, відзначання Міжнародного дня пам'яті жертв Голокосту) культурних заходах. За його ініціативою у Ряшеві з'явився мурал Ірени Сендлерової, а також відбувся присвячений їй гепенінг. У просторі цього міста Музей у Марковій також пропагує знання про єврейських мешканців Підкарпаття: виставка під відкритим небом, присвячена видатним представникам цієї громади, була представлена на площі Ринок у Ряшеві.
Музейний простір став місцем зустрічей із відомими діячами, які беруть участь у польсько-єврейському діалозі та пропагують пам'ять про поляків, які рятували євреїв. Вони доповнюють освітню місію, реалізовану за допомогою пропозиції проведення майстер-класів та спецпроєктів  (наприклад, співпраці з Тюремною службою та Поліцією).